# Medina Azahara
Medina Azahara (Медина асаара)- испанская хард-рок группа, знаковое явление в так называемом андалузском роке и испанском мелодичном хард-роке. Коллектив был образован в 1979 году в Кордове (Андалусия) в составе: Мануэль Мартинес (вокал), Пабло Рабадан (клавишные), Мануэль С. Молина (бас), Хосе А. Молина (ударные) и Мигель Галан (гитара).

## История

### Ранний период (1980-е)
В 1979 году под лейблом CBS вышел первый LP группы, который также получил название Medina Azahara. На первые работы группы оказали влияние творчество Deep Purple и Rainbow, симфонический рок, а также андалусский рок, в частности, группа Triana. Дебютный альбом группы получил неофициальное название Paseando por la mezquita в честь одноимённой композиции, которая стала своего рода гимном группы. В 1981 году вышел второй альбом La esquina del viento, а в 1983 — третий Andalucía. Однако, к этому времени андалусский рок начал терять популярность, в результате чего Medina Azahara прекратила сотрудничество с CBS и переключилась с записи студийных альбомов на гастрольную деятельность. В 1984 году в группу пришёл бывший басист группы Mezquita Саломон Авила (Salomon Avila), который останется в составе Medina Azahara на девять лет и станет автором таких композиций как «Navajas de cartón», «El soldado», «Velocidad», «El destino» и «La guitarra» (совместно с Vicente Amigo). В 1986 на собственные средства группы был записан альбом Caravana española. Звучание новой пластинки было более современным и приближалось к поп-року звучанием, но прежний стиль Medina Azahara сохранился. Диск был выпущен небольшой компанией Tuboescape, однако, в дальнейшем неоднократно переиздавался под мадридским лейблом Avispa, с которым группа начала сотрудничество в 1989 году. В том же году к группе присоединился гитарист Пако Вентура (Paco Ventura), с которым был записан новый альбом …En Al-Hakim. Тур в поддержку нового альбома проходил с участием нового ударника Мануэля Рэйеса (Manuel Reyes).

### 1990-е годы
Начало нового десятилетия ознаменовалось выпуском альбома, на котором были бы собраны материалы живых выступлений в городе Леганес. Диск, подводивший итоги всей предыдущей музыкальной истории коллектива получил название En directo (1990). В 1992 году вышей новый альбом Sin tiempo, два сингла с которого получили золотой и платиновый статусы. Запись проходила с новым басистом Хосе Мигелем Фернандесом (José Miguel Fernández)
Следующие студийные альбомы получили названия Donde está la luz (1993) и Árabe (двойной диск 1995 года). В 1996 году вышел второй в истории группы диск с концертными записями, получивший название 'A toda esa gente. В альбом вошли и новые песни, одна из которых стала заглавной и была посвящена поклонникам коллектива.
В 1998 году увидел свет диск Tánger, в записи которого принял участие марокканский оркестр Тактука Иеблиа, благодаря чему удалось совместить рок с арабскими и андалусскими мотивами. В следующем году, в ознаменование 10-летия сотрудничества группы с лейблом Avispa был выпущен сборник самых мелодичных песен группы, получивший название Baladas. Одновременно в сотрудничестве с клавишником Мануэлем Ибанезом была начата запись нового альбома.

### 2000-е годы
В 2000 году, который стал 20 годом существования Medina Azahara, вышла пластинка XX с 14 новыми композициями. В ознаменование альбома был осуществлён концертный тур по Испании, после которого группа преступила к работе над новым диском Tierra de libertad (2001), содержащим 12 новых композиций и кавер-версию «Ocaso de un amor» — давнего (1971 год) хита гранадского коллектива Realidad. В следующий альбом Versión original вошли кавер-версии песен таких исполнителей как Triana, Мигель Риос (Miguel Ríos), Los Módulos, Flamenco, Los Salvajes и вышеупомянутых Realidad, а также две не издававшиеся ранее композиции самих Medina Azahara. Кроме того, к альбому прилагался DVD с интервью, концертными выступлениями и записями со съёмок клипов.
Следующий диск Aixa (2003) получил сразу две награды: за лучший рок-альбом и лучшую песню («Córdoba», записанная в сотрудничестве с Кордобским симфоническим оркестром). Кроме того в альбом вошла версия мегахита группы Scorpions «Wind of Change» и совместная работа с Antonio Orozco «El vaivén del aire». Кроме того, «Córdoba» получила награду «Cordobeses del año».
В 2005 году группе исполнилось 25 лет, в честь чего Avispa выпускает диск и DVD под названием Medina Azahara, 25 años. Одновременно в продажу поступает новый альбом La estación de los sueños, на котором было 13 новых композиций.
В следующем году под тем же лейблом был издан сборник песен и DVD, в бонус трек вошли песня «Niños» на английском языке и четыре акустические песни.
Альбом 2007 года Se abre la puerta, ставший данью андалусскому року 1980-х, включал кавер-версии 7 песен коллектива Triana, 1 — Alameda и 3 — первого состава самих Medina Azahara. Работа над пластинкой велась с новым басистом Пепе Бао, который пришёл на смену перешедшему в кордовский коллектив Hijos de Leyenda Хосе Мигелю Фернандесу. Пепе Бао до этого играл в таких проектах как Barón Rojo, Triana y O’funk’illo.
В 2008 году Avispa выпустила CD и DVD под названием …En escena, записанный во время концерта группы в 2004 году на фестивале Viñarock. Пепе Бао покинул группу, и на его место пришёл Чарли Ривера.
В апреле 2009 года группа презентовала новый альбом под названием Origen y leyenda, в который вошли 15 наиболее важных, по мнению самих музыкантов, песен в истории группы. В упаковке альбома находились сам компакт-диск и DVD-с клипом на четвертую песню альбома — «Te estoy amando locamente» — кавер-версии одноимённой композиции «Las Grecas», записанная при участии двух оставшихся в живых участниц коллектива.

### 2010-е
В 2010 году состоялись гастроли Medina Azahara по Американскому континенту. В том же году вокалист Мануэль Мартинес принял участие в записи песни хеви-метал команды Estirpe «De guitarra y flor» в поддержку заявки Кордовы на звание культурной столицы Европы в 2016 году. Композиция вошла в альбом Querida Contradicción (inéditos, rarezas y versiones) в работе над которым также принимали участие такие музыканты как Буэно Родригес и Хулито Хименес из Los Aslándticos.
В апреле 2011 года группа подготовила новую работу 30 años y la historia continua, состоявшую из DVD с концертными записями 30 песен, 2 CD с ними же и диск с 8 новыми композициями. Существовала также сокращённая версия, состоявшая только из студийного альбома под названием La historia continua и бонус-трек — кавер-версию «With a Little Help from My Friends» Beatles.
La memoria perdida, вышедший в 2012 году, содержал 14 новых композиций и отличался обновлённым звучанием, сохранив дух Андалусии и фламенко, который всегда был отличительной чертой группы. В начале 2014 года группа гастролировала по Южной Америке, впервые оказавшись на территории Колумбии

## Дискография

### Студийные альбомы
- Paseando Por La Mezquita (1979)
- La Esquina Del Viento (1981)
- Andalucía (1982)
- Caravana Española (1985)
- …En Al-Hakim (1989)
- Sin Tiempo (1992)
- Dónde Está La Luz (1993)
- Árabe (1995)
- En Navidad (1995)
- Tánger (1998)
- XX (2000)
- Tierra De Libertad (2001)
- Aixa (2003)
- La Estación De Los Sueños (2005)
- Se Abre La Puerta (2007)
- Origen Y Leyenda (2009)
- La Historia Continúa (2011)
- La Memoria Perdida (2012)
- Las Puertas del Cielo (2014)

### Концертные записи
- En Directo (1990)
- A Toda Esa Gente (1996)
- 30 Años Y La Historia Continúa (2011)

### Сборники
- Baladas (1999)
- Versión Original (2002) (CD и DVD)
- 25 Años (2005) (2 Cd’s & Dvd)
- Marcando El Tiempo (2012)

### Сольные записи
- Aventura (Paco Ventura) (1997)
- En Cuerpo Y Alma (Manuel Martínez) (1998)
- Sol Navajo (Paco Ventura) (2009)

### VHS и DVD
- En concierto (1994)
- En gira (2001)
- Versión original (2002)
- 25 años (2005)
- 30 años y la historia continúa (2011)